# Coco Schumann

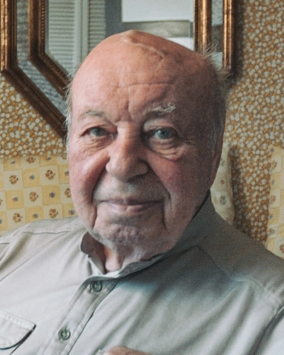
Coco Schumann, 2012

Heinz Jakob „Coco“ Schumann (* 14. Mai 1924 in Berlin; † 28. Januar 2018 ebenda) war ein deutscher Jazzmusiker und Gitarrist.

## Leben und Werk
Geboren und aufgewachsen in Berlin, kam Schumann in den 1930er Jahren in Kontakt mit den neu aufkommenden Musikrichtungen Jazz und Swing. Schumann, der autodidaktisch Gitarre und Schlagzeug erlernte, spielte bereits als Jugendlicher in verschiedenen Swingbands. Der Spitz- und Künstlername „Coco“ entstand zu dieser Zeit, weil eine französische Freundin den Namen Heinz nur als „-einz“ aussprechen konnte und seinen zweiten Vornamen Jakob zu „Coco“ simplifizierte. Schumann, dem dieser Kosename zunächst widerstrebte, ließ sich erst durch einen älteren Musiker-Kollegen zum Annehmen des neuen Künstlernamens überreden.
Mit der Einführung der Rassegesetze der Nationalsozialisten 1935 wurde Schumann als „Geltungsjude“ eingestuft: Seine Mutter war jüdisch, sein Vater war vor der Hochzeit vom Christentum konvertiert und pflegte eine, wenn auch lockere, Verbindung mit der jüdischen Reformgemeinde.
Schumann gelang es, in Berliner Bars und Tanzclubs zu spielen, obwohl er noch minderjährig war. Zudem durften Juden nicht Mitglied in der Reichskulturkammer werden, also nicht als Musiker arbeiten und Geld verdienen. Die Nationalsozialisten erklärten Musikrichtungen wie Jazz und Swing für „undeutsch“. Dreifach der Illegalität ausgesetzt spielte Schumann mit Hilfe einer falschen Steueridentität bis 1943 unter anderem in den Orchestern von Ernst van’t Hoff und Tullio Mobiglia. Im März 1943 wurde Schumann verhaftet und in das Ghetto Theresienstadt deportiert.
In Theresienstadt gelang Schumann der Anschluss an Fritz Weiss und andere Musiker, denen es ausdrücklich erlaubt war, Jazz und Swing zu spielen. Die Nationalsozialisten hatten Theresienstadt als Vorzeigeghetto geplant, um der deutschen Öffentlichkeit und dem Ausland den Eindruck zu vermitteln, die jüdischen Insassen würden human behandelt. Zu dieser Illusion gehörten insbesondere vielfältige Musik- und Kulturveranstaltungen. In dem von den Nationalsozialisten zu Propagandazwecken produzierten Dokumentarfilm Theresienstadt – Ein Dokumentarfilm aus dem jüdischen Siedlungsgebiet von Kurt Gerron ist Schumann in einer kurzen Szene als Schlagzeuger der von Martin Roman geleiteten Jazzband Ghetto Swingers zu sehen. Als Belohnung wurde allen, die an dem Film beteiligt waren, versprochen, sie würden freikommen. Aber nur drei Mitglieder der 16-köpfigen Band überlebten. „Nach den Dreharbeiten“, sagt Coco Schumann, „wurden wir gleich nach Auschwitz, die meisten ins Gas geschickt.“
Im September 1944 wurde Schumann zunächst ins KZ Auschwitz-Birkenau gebracht. Dort gehörte er zu den Musikern, die an der Todesrampe La Paloma und andere Lieder spielen mussten. Im Januar 1945 wurde er in den KZ-Außenlagerkomplex Kaufering des KZ Dachau verschleppt. Von dort aus wurde er im April 1945 mit anderen Häftlingen auf einen Todesmarsch in Richtung Innsbruck geschickt. Unterwegs wurde er von amerikanischen Soldaten befreit.
Nach dem Krieg kehrte Schumann nach Berlin zurück, wo er mit seiner zur E-Gitarre modifizierten Jazzgitarre schnell an alte Erfolge anknüpfen konnte. Zusammen mit Helmut Zacharias spielte Schumann eine Vielzahl von Konzerten, Radioübertragungen und Schallplattenaufnahmen. 1950 wanderte Schumann mit seiner Frau nach Australien aus. Die Familie konnte dort jedoch nicht Fuß fassen und kehrte 1954 nach Deutschland zurück. Hier setzte Schumann sein musikalisches Schaffen fort und spielte erneut in verschiedenen Tanz-, Radio- und Fernsehbands. Unter eigenem Namen spielte Schumann Jazz und Tanzmusik, unter dem Pseudonym „Sam Petraco“ komponierte er lateinamerikanisch inspirierte Unterhaltungsmusik. In dem Film Witwer mit fünf Töchtern mit Heinz Erhardt ist Schumann als Gitarrist einer Rock-’n’-Roll-Band zu sehen.
In den 1970er Jahren begann Schumann in Galabands auf Kreuzfahrtschiffen und bei Tanzveranstaltungen zu spielen. Er zog sich jedoch in den 1980er Jahren langsam zurück, nachdem sich die Unterhaltungsmusik immer weiter von Schumanns bevorzugtem Swing entfernt hatte, und ging für einige Jahre erneut nach Australien.
In den 1990er Jahren besann Schumann sich auf seine Wurzeln des Jazz und Swing und gründete das Coco-Schumann-Quartett. 2012 spielte es anlässlich der Unterzeichnung eines neugefassten Entschädigungsabkommens zwischen Deutschland und der Jewish Claims Conference bei einem Festakt im Jüdischen Museum Berlin. 2013 trat Schumann auf dem evangelischen Kirchentag in Hamburg auf.
2025 veröffentlichte der Hamburger Gitarrist Alexander Kranich ein Album mit Kompositionen Schumanns. Das Album spielte er auf Schumanns Gitarre ein.

## Leistungen

### Coco Schumann und die E-Gitarre
In den ersten Nachkriegsjahren war Schumann der erste deutsche Musiker, der eine E-Gitarre einsetzte. Als wesentliche Motivation zum Wechsel auf ein elektrisch verstärktes Instrument gab er in Interviews die Inspiration durch den US-Jazz-Gitarristen Charlie Christian an, in den späten 1930er-Jahren einer der Pioniere der E-Gitarre und Gitarrist unter anderem in Ensembles von Benny Goodman. Mit Hilfe des Gitarrenbauers Roger Rossmeisl ließ Schumann seine akustische Jazzgitarre modifizieren, indem Rossmeisl aus Magneten und Spulen, die aus noch vorhandenen Wehrmachtsbeständen stammten, einen elektromagnetischen Tonabnehmer bastelte. Der Bassist seiner Band baute ihm mit Elektronenröhren aus Funkgeräten der Wehrmacht einen einfachen Gitarrenverstärker dazu. Da er so in der Lage war, Jazz und Swing mit dem „amerikanischen“ Klang einer E-Gitarre zu spielen, wurde er schnell zu einem gefragten Studio- und Livegitarristen, unter anderem im Ensemble von Helmut Zacharias, zum Beispiel in Radio-Sendungen des US-amerikanischen Militärsenders AFN.

### Überlebender des Holocaust
Schumann war als unmittelbar Überlebender ein Zeitzeuge des Holocausts: 1997 erschien die Autobiografie Der Ghetto-Swinger. Einen Großteil der Biografie nimmt Schumanns Leben in der NS-Zeit ein, insbesondere die Verschleppung nach Theresienstadt und Auschwitz. Zu diesem Thema ist Schumann auch in verschiedenen Fernsehdokumentationen zu sehen, die über Schumanns Leben sowie die Konzentrationslager der Nationalsozialisten berichten. Schumann selbst zögerte lange, über seine Erlebnisse während der NS-Zeit zu sprechen. Zum einen stellten sie für ihn nach wie vor aufwühlende Erlebnisse dar, zum anderen wollte er immer als Künstler und Musiker, nicht jedoch als ehemaliger KZ-Häftling wahrgenommen werden. Erst das Gespräch mit einem WDR-Reporter bei einem Treffen von Überlebenden des Arbeitslagers Wulkow, zu denen Schumanns Frau gehört, änderte seine Meinung. Seitdem betrieb Schumann aktiv Aufklärung zu dem Thema. Trotzdem betonte Schumann immer wieder: „Ich bin ein Musiker, der im KZ gesessen hat. Kein KZ-ler, der Musik macht“.
Coco Schumanns Autobiografie kam 2012 als Musical in einer Inszenierung von Gil Mehmert auf die Bühne: Der Ghetto Swinger feierte in den Hamburger Kammerspielen Premiere, u. a. mit Helen Schneider in einer Vielzahl von Rollen. Das Musical wurde anschließend auch im Harburger Theater gespielt.

## Diskographie
- 1952 Rhythm Cocktail
- 1996 Live in "Ewige Lampe"
- 1997 Double – 50 Years in Jazz (div. Besetzungen, 1947–1997)7
- 1999 Coco Now! (Trikont, 1999), mit Karl-Heinz Böhm, Hans Schätzke, Sven Kulis
- 2009 Rex Casino: Live 1955 (1955, Titel 16 wurde 1996 in „Ewige Lampe“ aufgenommen, plus DVD)

### Mit Helmut Zacharias
- Helmut Zacharias mit der Berliner Allstar Band (auch: Amiga-Band, Berlin 1948)
- Helmut Zacharias Quartett (Berlin 1948)
- Swing Is In (Electrola, 1976), u. a. mit Peter Jacques, Hans Rettenbacher
- Swinging Christmas (Helmut Zacharias und sein Swingtett)

### Mit anderen
- 1947 Nina Konsta: Alla en el Rancho Grande/Ti-Pi-Tin (Single)
- 1953 Geoff Kitchen: The Melody Lingers
- 1953 Gizi Royko And Her Continental Orchestra: Evening In Budapest
- 1954 Leo Rosner: Tabu Lequona/Besame Mucho (Single)
- 1954 Leo Rosner: Russian Pot Pouri Pt. 1/Russian Pot Pouri Pt. 2 (Single)
- 2005 Paul Würges: Die Rock & Roll Legende aus München

## Auszeichnungen
- 1989: Bundesverdienstkreuz[14]
- 2008: Verdienstorden des Landes Berlin
- 2015: Ehrenpreis der deutschen Schallplattenkritik